# 瓦爾特·萊因哈特
瓦爾特·古斯塔夫·萊因哈特（德語：Walther Gustav Reinhardt）是一位德國軍人，最高軍階為步兵上將，他是最後一任普魯士戰爭部長和第一次世界大戰結束後德國第一位陸軍總司令「陸軍總指揮」。